# أحمد صبري النجريدي
أحمد صبري النجريدي (1900 - 1969) هو ملحن وعازف وطبيب أسنان مصري.

## مسيرته
كان من أوائل من لحن لأم كلثوم ومن الأغاني التي لحنها لها:
- والله ما حدش جني عام 1927.
- يا ستي ليه المكايدة عام 1926.
- يا كروان والنبي سلم عام 1926.
- خايف يكون حبك ليا شفقة عليا

كما قدم الألحان للمطربة فتحية أحمد، ووفقا للمؤرخ الموسيقي السوري مروان منصور، فقد عُرف من ألحان النجريدي لفتحية ثماني قصائد، هي:
- فراق الروح
- أساة الهوى
- بلغوها إذا أتيتم حماها
- غلب الشوق مغرما فبكاك
- خطرت ورود الروض بين يديها
- عودوا لها وسلوها
- يا عاذلي بالله كف
- يا نظرة أرسلت نار الغرام

وأيضاً قدم النجريدي للمطربة نادرة أمين عملين، هما:
- القلب كان ماله ومالك عام 1924،
- قصيدة «سابق الريح نحوها يا غرامي».

كما غنت «توحة» من ألحان النجريدي مونولوجاً واحداً، هو «أشكي منك واشتكيلك»، عام 1928.